# Вільям Воллес
Сер Ві́льям Во́ллес (шотл. гел. Uilleam Uallas, англ. sir William Wallace; 1270 — 23 серпня 1305, Лондон) — шотландський лицар і воєначальник, один із ватажків у першій війні за незалежність Шотландії від Англії. Оборонець Шотландії (регент) протягом 1297—1298 років. Вшановується в Шотландії як патріот і народний, національний герой.

## Біографія
Вільям Воллес народився в родині дрібного шотландського лицаря Малкольма Воллеса, васала Джеймса Стюарта, одного з пращурів королів Англії та Шотландії з династії Стюартів.
У 1296 році армія англійського короля Едуарда I вторгнулася до Шотландії й опираючись на проанглійську партію шотландських баронів, завоювала всю країну. Законний король Шотландії Джон Баліол зрікся престолу, і Шотландія опинилася під владою Англії. Англійські гарнізони були введені у шотландські фортеці, місцеве духовенство почали заміняти англійським.
Однак уже в наступному, 1297 році, у країні спалахнуло повстання проти англійської окупації. Його очолив Вільям Воллес, лицар скромного походження, але з видатним військовим талантом. Попри те, що загалом повстання розвивалося з метою повернення до влади (реставрації) Джона Баліола, до Воллеса спочатку приєдналися Роберт Брюс, Джеймс Стюарт та інші опозиційні до поваленого короля шляхтичі. Рух швидко набрав обертів, перетворившись на загальнонаціональний.
11 вересня 1297 року невелика шотландська армія Воллеса вщент розгромила 10-тисячне англійське військо графа Суррея в битві на Стерлінзькому мосту. Під час цієї битви Воллес втратив свого єдиного вірного соратника де Морея, який, як і сам Воллес, боровся з англійцями поза всілякі політичні та фінансові виго́ди, з патріотичних спонукань. Значну частину Шотландії було звільнено. Шотландські барони обрали Воллеса регентом королівства (за відсутності Джона Баліола). Завдяки широкій популярності серед загалу та вояків реорганізованої армії Воллес мав надзвичайний вплив на життя країни.
У 1298 році англійський король Едуард I зі своїм військом знову вторгся до Шотландії й у битві під Фолкерком завдав поразки загонам шотландців. Як наслідок, Воллесу довелося скласти з себе повноваження регента й вирушити до Французького королівства для переговорів про можливість франко-шотландського союзу. Але французький король Філіп IV щойно уклав угоду про шлюб його дочки Ізабелли із сином англійського короля Едуарда І, також Едуардом, тому місія Воллеса провалилася.
Упродовж наступних років (1299—1303) у Шотландії велася жорстока партизанська війна проти панування англійців. Про діяльність Воллеса в цей час існують різні точки зору. Загальноприйнятною є думка, що він служив при дворі французького короля. Однак існує теорія, що в цей період він здійснив поїздку до Риму, попросивши Папу Римського про підтримку прагнень до волі католицької Шотландії, в будь-якому разі виключати в цей час політичну діяльність Воллеса на благо Шотландії не варто.
Вимушена еміграція Воллеса не спинила шотландського національного опору. Визвольну боротьбу очолив Джон Комін, трохи згодом Роберт Брюс.
У 1303 році Вільям Воллес повернувся в Шотландію, щоб узяти участь у збройному протистоянні з англійцями, які влаштували на нього справжнє полювання. До серпня 1305 року Воллесу вдавалося уникати ув'язнення, але через внутрішню зраду його схопили і 23 серпня стратили в Лондоні. Тіло Воллеса посікли на шматки, які згодом виставляли для остраху населення в найбільших містах Шотландії.

## Ситуація в Шотландії до 1297 року
Після смерті королеви Маргарити Норвезької Діви в 1290 році у Шотландії обірвалася пряма лінія династії МакАльпін. Свої кандидатури на престол країни висунуло декілька осіб, які були ріднею згаслої династії, серед яких Джон Баліол і Роберт Брюс (дід майбутнього короля). Суперечку мав вирішити Едуард I, король Англії. У 1292 році Едуард I виніс рішення на користь Баліола, і 30 листопада 1292 року його коронували. Як подяку за підтримку король визнав сюзеренітет Англії над Шотландією.
Однак самоправство англійців привело до того, що Баліол виступив проти них, уклавши союз із Францією і Норвегією. 1296 року Едуард, якого підтримала партія Брюсів, вторгся до Шотландії, 27 квітня розбив армію Баліола в битві під Данбаром і досить легко завоював всю країну. Баліол потрапив у полон, відрікся від престолу і був поміщений в Тауер, а потім засланий до Франції. На правах сюзерена, Едуард I оголосив себе королем Шотландії, в результаті чого країна втратила незалежність. Англійські гарнізони були введені в шотландські фортеці, замість місцевого духовенства прийшла англійська церква. Проте вже в наступному, 1297 році, в країні відразу в декількох місцях спалахнуло повстання проти англійських окупантів. На півночі його очолив Ендрю де Морей, на заході та в центрі Вільям Воллес.

## Юні роки Воллеса

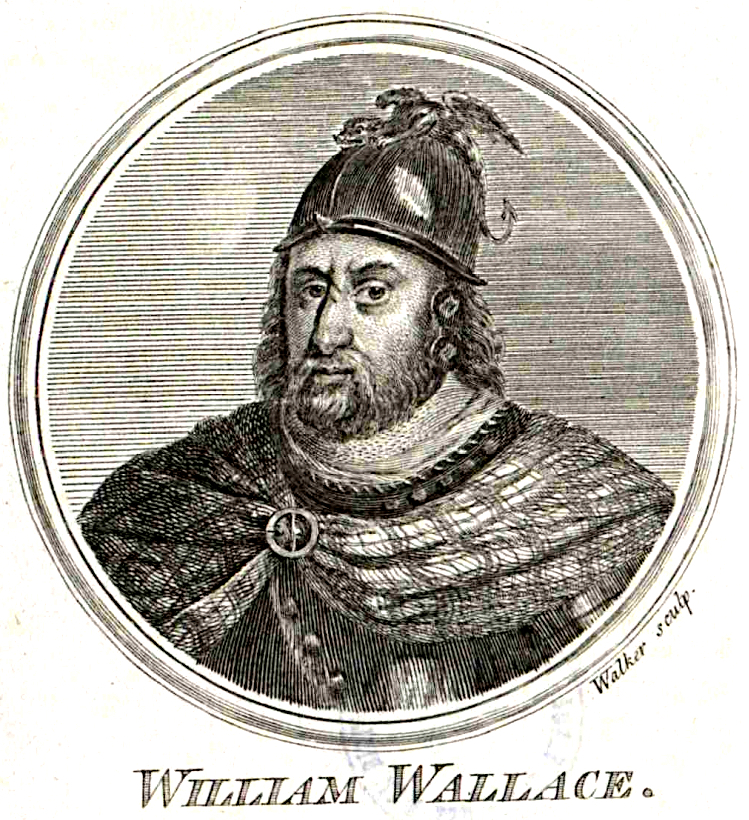
Вільям Воллес. Гравюра 1700 р.

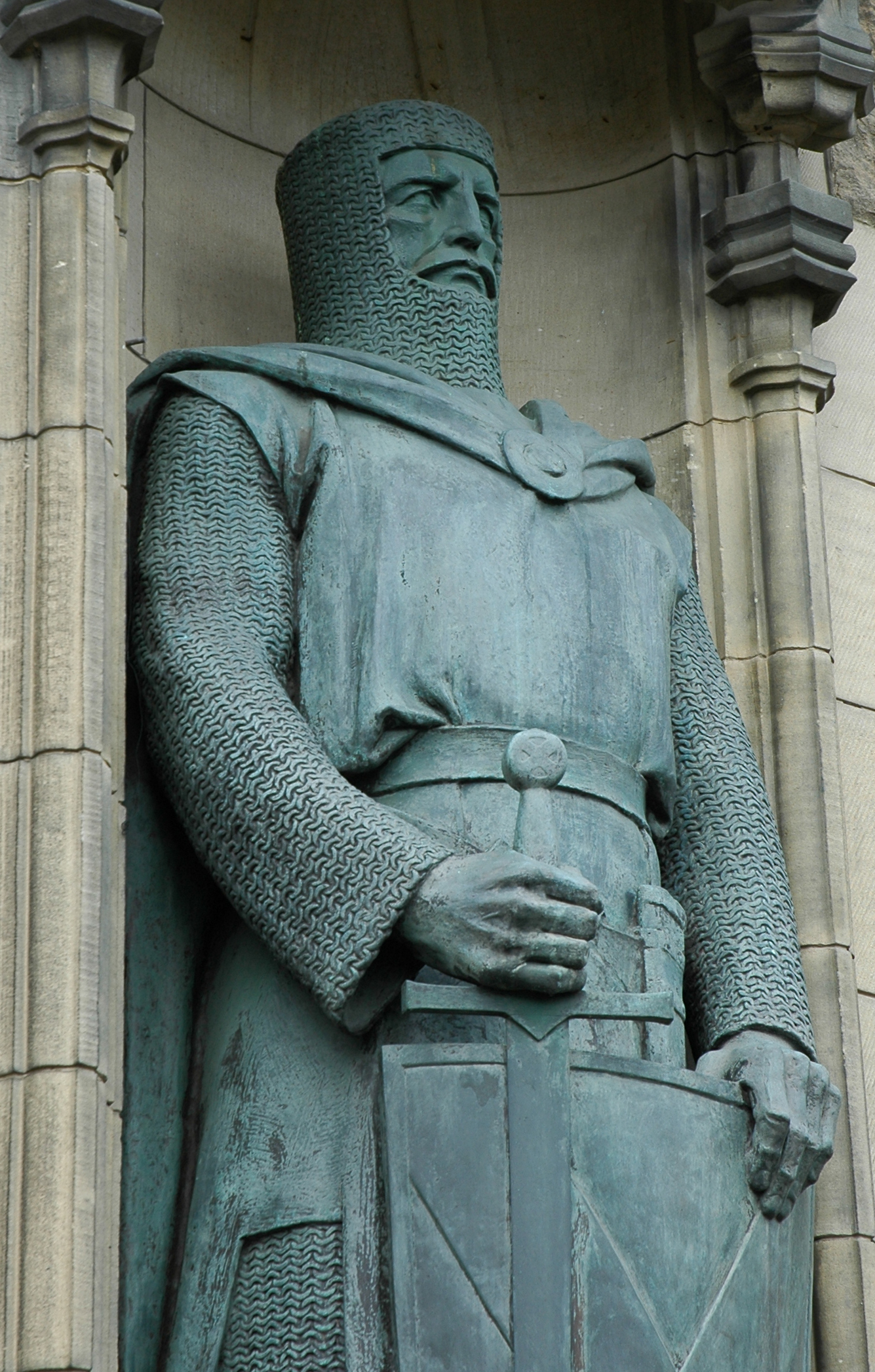
Статуя Воллеса в Единбурзькому замку

Вільям Воллес був молодшим сином дрібного шотландського лицаря сера Малкольма Воллеса, — васала лорда Джеймса Стюарта, який походив з роду майбутніх шотландських королів. За іншою версією Вільям був молодшим сином визначного шотландського аристократа Аллана Воллеса.
Про його дитячі роки відомостей збереглося мало. Існувало твердження, що він народився в селищі Елдерслі в Ренфруширі, хоча останнім часом з'явилася здогадка, що він походив з Еллерслі в Ейршірі. Вважається також, що він вивчав латину при монастирі в Пейслі, а потім навчався грамоти у школі в Данді. Існує твердження, що до початку повстання Воллес вже мав військовий досвід, можливо, служив лучником раніше. За легендами, він ще молодим парубком опинився поза законом через вбивство англійця (версії не збігаються, за однією з версій він убив на річці Ірвін англійських солдатів, які хотіли відібрати у нього зловлену рибу. За іншою версією, він убив сина англійського правителя Данді, який образив Вільяма і його сім'ю). Якийсь час Воллес змушений був переховуватися.

## Початок повстання
У травні 1297 року Воллес з групою соратників убив Вільяма Гезльріга, шерифа Ланарка. Це було одним з багатьох виступів проти англійського правління, але саме цьому повстанню судилося стати початком Першої війни за незалежність Шотландії. Після вбивства Гезльріга Воллес з'явився на сторінках письмових джерел. Що саме передувало цим обставинам достеменно невідомо, але перекази, записані пізніше автором Сліпим Гаррі, свідчать, що Воллес хотів помститися за свою дружину Маріон Брейдфьюїт (дочку сера Г'ю де Брейдфтюїта, спадкоємця Ламінгтону), яку він, ховаючись, таємно відвідував в Ланарку. За переказами Сліпого Гаррі, під час одного з відвідувань Ланарка Воллеса вступив у сутичку з англійськими солдатами, які почали глузувати з нього та його дружини. Вільям відступив і втік, але шериф з помсти стратив Маріон. Воллес став свідком смерті своєї коханої дружини. Посеред ночі він повернувся, напав на Ланарк, убив шерифа і близько 50 чоловік та спалив кілька будівель. Труп шерифа він четвертував.

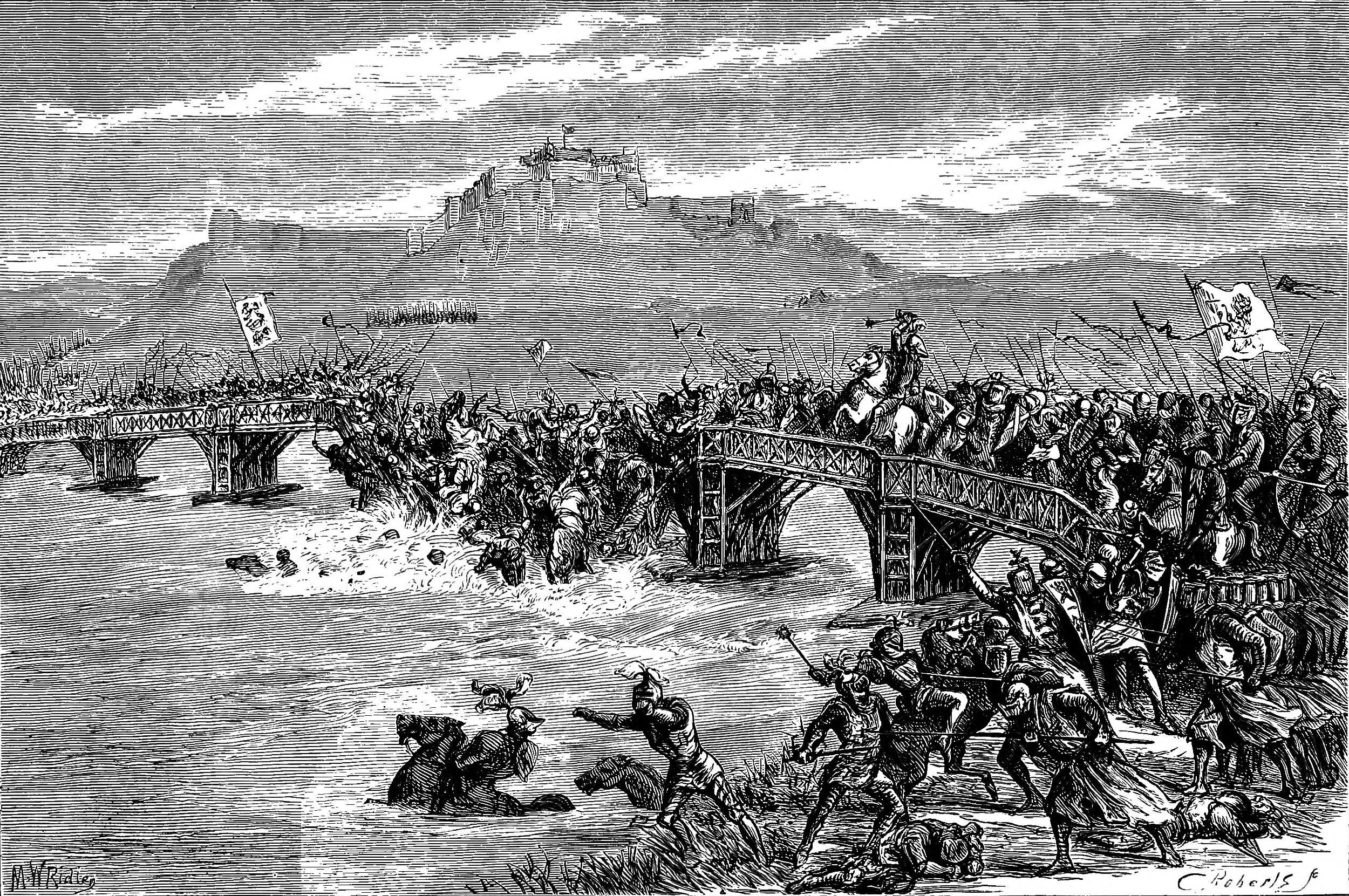
Битва на Стерлінгському мосту. Малюнок XIX ст.

Після вбивства шерифа Воллес вдався до активних заходів проти англійських гарнізонів, його загін швидко зріс, до нього приєдналися інші повстанці. Першим знатним дворянином, який утворив союз із Воллесом, став Вільям Гарді, лорд Дуглас. Разом вони організували напад на Скунське абатство, захопили англійську казну, змусивши втекти юстіціарія. Щоб покарати Дугласа, король Едуард спорядив молодого Роберта Брюса (майбутнього короля), але той приєднався до руху, попри те, що він відбувалося під прапором його суперника Баліола. У той час як Воллес діяв у центрі та на заході Шотландії, на півночі керівником руху був Ендрю де Моррей, а на півдні рух очолювали такі лідери як Джеймс, Верховний стюард Шотландії, Роберт Уішарт, єпископ Глазго, і Роберт Брюс. Проте останній напрямок виявився нестабільним: 9 липня армія шотландської знаті (під командуванням молодого Брюса, Вільяма Дугласа й ін.) зійшлася з англійською армією на чолі з Генрі Персі біля озера Ірвін. Лорди, які не бажали втрачати власні маєтки та підкорятися простаку з народу Воллесу, уклали з Едуардом компромісний договір (так звана «капітуляція в Ірвіні»), відмовившись від боротьби на умовах амністії й гарантії низки пільг і привілеїв. Воллес пішов на північ для об'єднання з де Морреєм; вони утворили альянс у серпні. До цього моменту, вся Шотландія північніше річки Форт перебувала в руках повстанців; тільки фортеця Данді залишалася під контролем англійців, але була оточена шотландцями. Дізнавшись, що проти них вийшла 10-тисячна армія під командуванням англійського намісника Г'ю Крессінгема і Джона де Варенна, графа Суррея, Воллес і Моррей доручили оточення Данді городянам і виступили назустріч ворогові, розташувавшись на високому пагорбі на березі річки Форт, так, щоб їх бачили зі Стерлінгського замку.

## Битва на Стерлінгському мосту та її наслідки

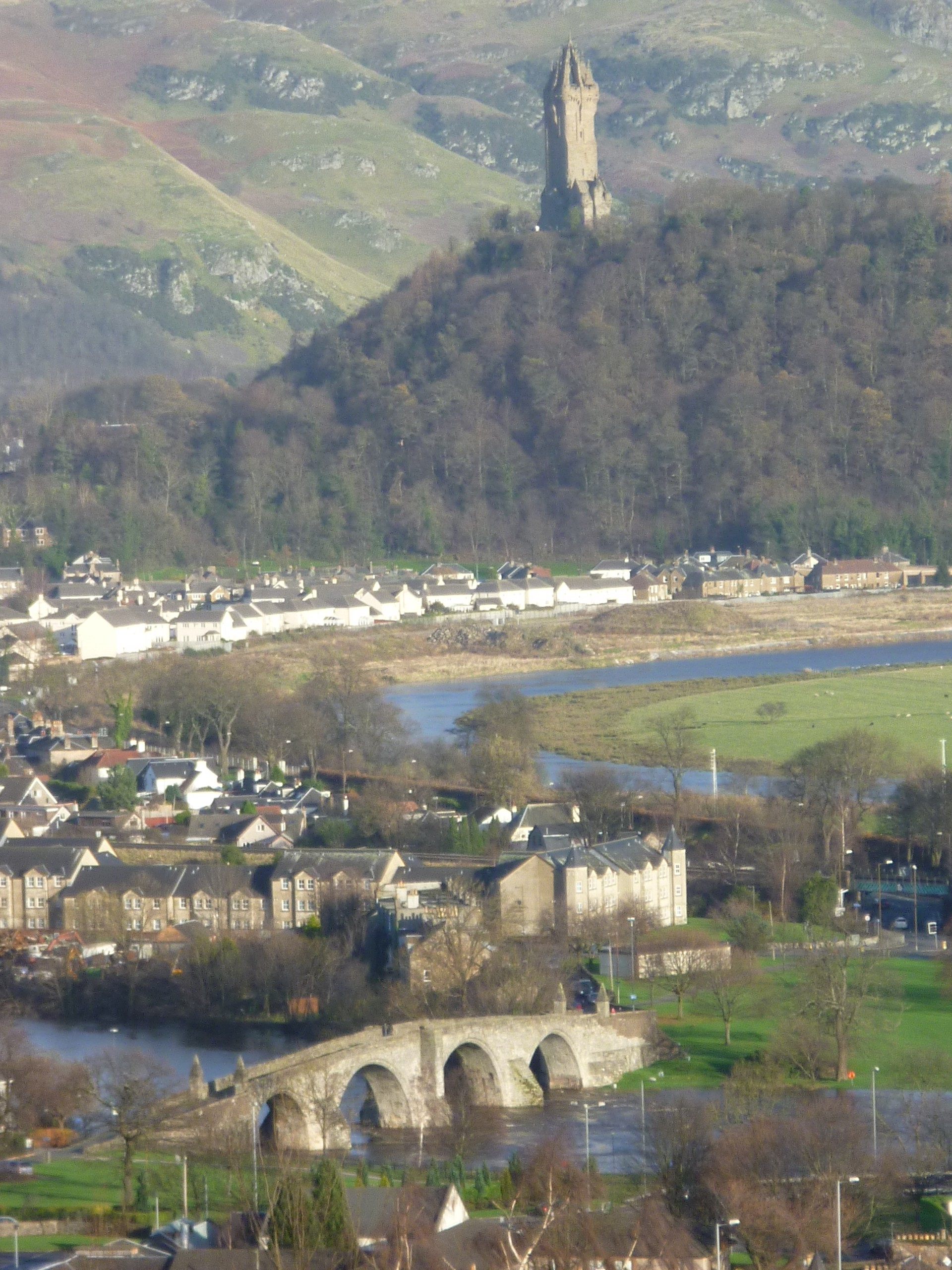
Місце де відбувалася Стерлінгська битва у наш час. Кам'яний міст на місці дерев'яного, збудований значно пізніше. На задньому плані видно вежу-монумент у честь Воллеса, споруджену в 1867 році на пагорбі, де він зайняв позицію на початку битви.

11 вересня 1297 року загони повстанців розбили 10-тисячну каральну експедицію графа Суррея на Стерлінзькому мосту.
Англійська кіннота була захоплена на переправі через вузький дерев'яний міст і атакована шотландською піхотою, озброєною довгими списами. Спостерігаючи за загибеллю свого авангарду, відрізаного рікою від основних сил, Суррей спробував прискорити переправу, але в результаті дерев'яний міст завалився. Розгром довершив рейд де Моррея, який з легкоозброєною шотландською кіннотою перейшов вбрід річку Форт і вдарив з тилу. Однак в ході операції де Моррей отримав тяжке поранення, від якого незабаром помер.
Англійське військо, яке під час втечі загрузло в болоті, знищили майже повністю, загинув і англійський намісник Г'ю Крессінгем. Шотландці здерли з убитого шкіру, і сам Воллес, за легендою, зробив з неї перев'язь для свого меча. Проте втрата де Моррея виявилася надто значною для визвольного руху. Де Моррей був видатним полководцем і при цьому, як і сам Воллес, не мав політичного чи фінансового інтересу в результаті війни з англійцями, а боровся як патріот. Не менш важливим було і те, що він був знатною особою, тоді як самому Воллесу шотландська знать так і не змогла пробачити неналежності до знатного роду. Згодом ця обставина зіграла вирішальну роль.
Після битви на Стерлінгу, майже вся Шотландія була звільнена від англійців. Шотландські барони обрали Воллеса Хранителем (регентом) Шотландії за відсутності короля Джона Баліола. Вплив Воллеса базувався на його колосальній популярності й народному ополченні, яке після перемоги на Стерлінгу підкорялося тільки йому. З ним Воллес пішов у листопаді в похід на Північ Англії (через Нортумберленд і Кемберленд), безжально руйнуючи англійські області.

## Фолкеркська битва, втеча та смерть

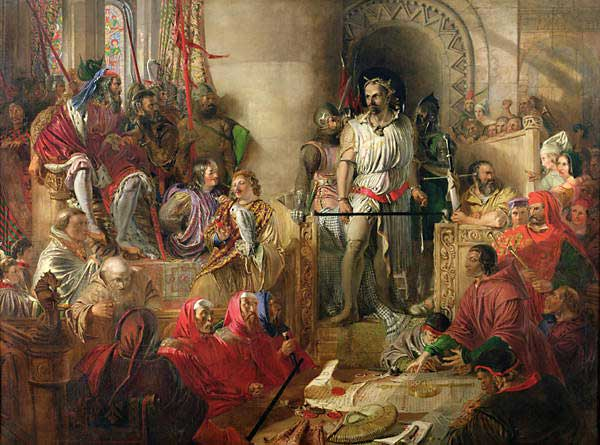
Воллес на судовому слідстві у Вестмінстері. Картина Деніеля Макліза, XIX ст.

У 1298 році Едуард I знову вдерся до Шотландії. Король привів 12000 воїнів (у тому числі понад 1000 важкоозброєної кінноти). Воллес вирішив використати проти нього «тактику випаленої землі», і Едуард вже подумував про те, щоб вивести голодуючу армію з Шотландії, коли дізнався, що Воллес зі своїми силами перебуває біля Фолкерку. 22 липня 1298 року відбулася Фолкеркська битва. Аби компенсувати слабкість своєї кінноти, Воллес вдався до оборонної тактики, побудувавши піхоту в кільцеві шилтрони, які обгородив частоколом, поставивши в проміжках лучників. Однак відхід лицарської кінноти, яку відвели лорди, які не бажали битися за незнатного Воллеса, зробив становище піхоти критичним. Тим не менш, шотландські шилтрони чинили відчайдушний опір і нанесли противнику значних втрат; однак після того, як стріли валлійських лучників пробили ряди шотландців, в які увірвалися вершники, результат битви став очевидним.
Вільям Воллес, авторитет якого сильно впав, у вересні склав зобов'язання Хранителя Шотландії на користь Роберта Брюса і Джона Комина, племінника короля Джона Баліола. Після цього він, можливо попрямував до Французького королівства для переговорів щодо укладення франко-шотландського союзу. Французький король щойно уклав угоду про шлюб його дочки Ізабелли із сином Едуарда Довгоногого (майбутнім королем Едуардом II), тому не хотів, щоб Англія стала його ворогом. Тим не менш, зберігся лист від короля до його послів в Римі від 7 листопада 1300, в якому він вимагав, щоб ті підтримали Воллеса. У Шотландії в цей час тривала партизанська війна, і Вільям у 1304 році повернувся на батьківщину і взяв участь в декількох боях. Однак 5 серпня 1305 року його схопили на околицях Глазго англійські солдати, яких привів знайомий англійцям шотландський лицар Джон де Ментейс. Воллеса доставили в Лондон, і в Вестмінстері король Едуард особисто судив його за зраду. На суді Вільям Воллес визнав усі свої ворожі діяння проти Англії, але відкинув звинувачення в зраді, заявивши: «я не можу бути зрадником Едуарда, бо я ніколи не був його підданим». 23 серпня його стратили через повішення, патрання і четвертування в Лондоні. Йому відрубали голову, а тіло розсікли на три частини, голову вивісили на Великому Лондонському мосту, а частини тіла виставили на показ у найбільших містах Шотландії — Ньюкаслі, Бервіку, Стерлінгу і Перті.

## Вільям Воллес у культурній спадщині та мас-медіа

Мел Гібсон у ролі Вільяма Воллеса в «Хороброму серці»

Особа Вільяма Воллеса та його діяльність дуже рано ввійшли до класичної літератури. Відомою є епічна поема XV століття (близько 1470 року) «Діяння сера Вільяма Воллеса, лицаря Елдерслі», яка, втім ґрунтуючись на легендах і переказах, події 170-літньої давнини описує з деякими невідповідностями.
Образ Воллеса дав натхнення численним митцям і письменникам. З найвідомішого — на початку XIX століття Вальтер Скотт присвятив Вільяму Воллесу свій твір «Подвиги й смерть Вільяма Воллеса, героя Шотландії» (Exploits and Death of William Wallace, the «Hero of Scotland»).
У 1995 році знято голлівудську стрічку «Хоробре серце» за сценарієм Рендолла Воллеса (голлівудський режисер, не нащадок Вільяма), написаного на основі діянь і подій довкола Вільяма Воллеса. Фільм зажив широкої слави серед глядачів і отримав гідну оцінку серед кінокритиків — відзначений п'ятьма Оскарами. Головну роль — роль Вільяма Воллеса у стрічці втілив Мел Гібсон.
У пісні «Rebell» («Повстанець») німецької рок-групи Landser є такі рядки: «Я був повстанцем у шотландській визвольній війні. З Вільямом Воллесом від перемоги до перемоги. Навіть на дибі я не втратив мужності. Я був повстанцем, за свободу текла моя кров.».

## Цікаві факти
- Так званий «Меч Воллеса» нині зберігається в Британському історичному музеї. Його викували приблизно через 300 років після смерті реального історичного Воллеса. Меч являє собою дворучний клеймор XVII сторіччя, подібний до тих, які використовувалися горцями ще в битві при Каллодені 1746 року. Наприкінці XIII — початку XIV століття схожі дворучні мечі шотландцям ще були відомі, як і лохаберські сокири [Архівовано 19 грудня 2014 у Wayback Machine.], які також помітні в фільмі «Хоробре серце». Під час зйомок свого фільму, через руки Мела Гібсона пройшли 12 копій цього меча: всі копії виконані в точній відповідності до оригіналу, тобто мали відповідні розміри і зовнішній вигляд, але були значно легші.
- Воллес з'являвся в шоу «Смертоносний воїн», де бився з Шака Зулу. Як зброя Воллеса були представлені клеймор, кинджал, тарч, бойовий молот і ланцюг з ядром.